# CCTV-13
CCTV-13とは、中華人民共和国の国営放送・中国中央電視台のニュース専門テレビチャンネルである。24時間放送。

## 概要
2003年5月1日に試験放送を開始し、同年7月1日に正式に放送を開始した。
コンセプトは「視聴者に（中国）国内外のニュースをいち早く伝えること」。
放送する内容は主に経済、スポーツ、文化、国際。
ニュースの背景、時事解説、世論調査などでニュースを深く追求していく。
日本ではTBSニュースバード、日テレNEWS24がこれに該当する。

## 日本での視聴方法
- インターネット放送で視聴可能（リアルタイム）。

なお、インターネット放送はインターネット回線を使用しているため、30秒 - 1分程度のタイムラグがある。また回線の状況によっては、映像が乱れたり表示されないことがある。